# Karuizawa

Localização de Karuizawa

Karuizawa é uma cidade localizada no distrito de Kitasaku, na província de Nagano, Japão.
Muitos casais e famílias de Tóquio vão a Karuizawa para escapar da cidade, especialmente no verão.
Durante os Jogos Olímpicos de Verão de 1964, ocorreram eventos de hipismo na cidade.

## Cidades-irmãs
- Campos do Jordão, Brasil
- Whistler, Canadá
- Baguio, Filipinas